# Säters stad
Denna artikel handlar om den tidigare kommunen Säters stad. För orten se Säter, för dagens kommun, se Säters kommun.
Säters stad var en stad och kommun i Kopparbergs län.

## Administrativ historik
Säter fick sina stadsprivilegier av drottning Kristina den 8 maj 1642, dock hade redan staden sen den 27 april 1624 åtnjutit vissa privilegier.
Staden blev en egen kommun, enligt Förordning om kommunalstyrelse i stad (SFS 1862:14) 1 januari 1863, då Sveriges kommunsystem infördes. Staden inkorporerade 1952 Säters landskommun. 1971 ombildades så staden till Säters kommun.
Staden hade egen jurisdiktion med rådhusrätt fram till 1937 då den las under landsrätt i Hedemora tingslag.  Från 1921 hade man dock haft gemensam borgmästare med Hedemora stad.
Säters stadsförsamling uppgick 1952 i Säters församling.

### Sockenkod
För registrerade fornfynd med mera så återfinns staden inom ett område definierat av sockenkod 2384 som motsvarar den omfattning Säters socken med staden hade kring 1950.

## Stadsvapen
Blasonering: I fält av silver en på svart mark stående smed - klädd i röd luva, svarta byxor och skor, strumpor av guld och med ansikte och armar i guld - höjande ett blått verktyg med svart skaft mot ett en upphöjning liggande rött smidesämne.  
Detta komplicerade vapen, avbildat redan 1642, fastställdes av Kungl. Maj:t på 1940-talet. Efter kommunbildningen diskuterades förändringar, men endast små förenkligar gjordes när vapnet registrerades i PRV år 1987.

## Geografi
Säters stad omfattade den 1 januari 1952 en areal av 133,38 km², varav 121,28 km² land.

### Tätorter i kommunen 1960
| Tätort   | Folkmängd |
| -------- | --------- |
| Säter    | 3 432     |
| Bispberg | 252       |

Tätortsgraden i kommunen var den 1 november 1960 80,6 procent.

## Politik

### Mandatfördelning i valen 1919–1966
| 2 | 6 | 2 | 7 | 3 |

| 20 |

| 1 | 7 | 1 | 8 | 3 |

| 20 |

| 9 | 8 | 3 |

| 20 |

| 9 | 3 | 2 | 1 | 5 |

| 20 |

| 8 | 2 | 2 | 5 | 3 |

| 20 |

| 10 | 1 | 3 | 6 |

| 20 |

| 12 | 5 | 3 |

| 20 |

| 12 | 4 | 4 |

| 20 |

| 13 | 5 | 2 |

| 19 |

| 20 | 4 | 8 | 3 |

| 33 |

| 19 | 4 | 8 | 4 |

| 32 |

| 13 | 5 | 4 | 3 |

| 20 | 5 |

| 14 | 5 | 4 | 2 |

| 23 |

| 12 | 6 | 5 | 2 |

| 22 |